# Herb gminy Mysłakowice
Herb gminy Mysłakowice – symbol gminy Mysłakowice, ustanowiony 18 lipca 1990.

## Wygląd i symbolika
Herb przedstawia na tarczy w polu zielonym pół złotej korony i pół brązowe napędzane miechem koło. Korona symbolizuje znajdującą się tutaj królewską siedzibę Hohenzollernów, koło tkackie - tradycje istniejących tu dawniej zakładów lniarskich.